# Крым (автодорога)
Федеральная автомобильная дорога М-2 «Крым» — автомобильная дорога федерального значения Москва — Тула — Орёл — Курск — Белгород — Крым, с подъездами к историко-архитектурному комплексу «Одинцово», Туле, Орлу, Курску, Белгороду. Трасса является составной частью европейского маршрута E 105. Протяжённость автодороги составляет более 700 км. Продолжение трассы на территории Украины: автострада М-20 до Харькова и М-18 Харьков — Ялта. Участок от границы Крыма до Ялты рассматривается российскими властями как региональная дорога Республики Крым 35А-002, от границы Крыма до Джанкоя имела обозначение Р20, на участке Симферополь — Ялта — А17.

## Маршрут

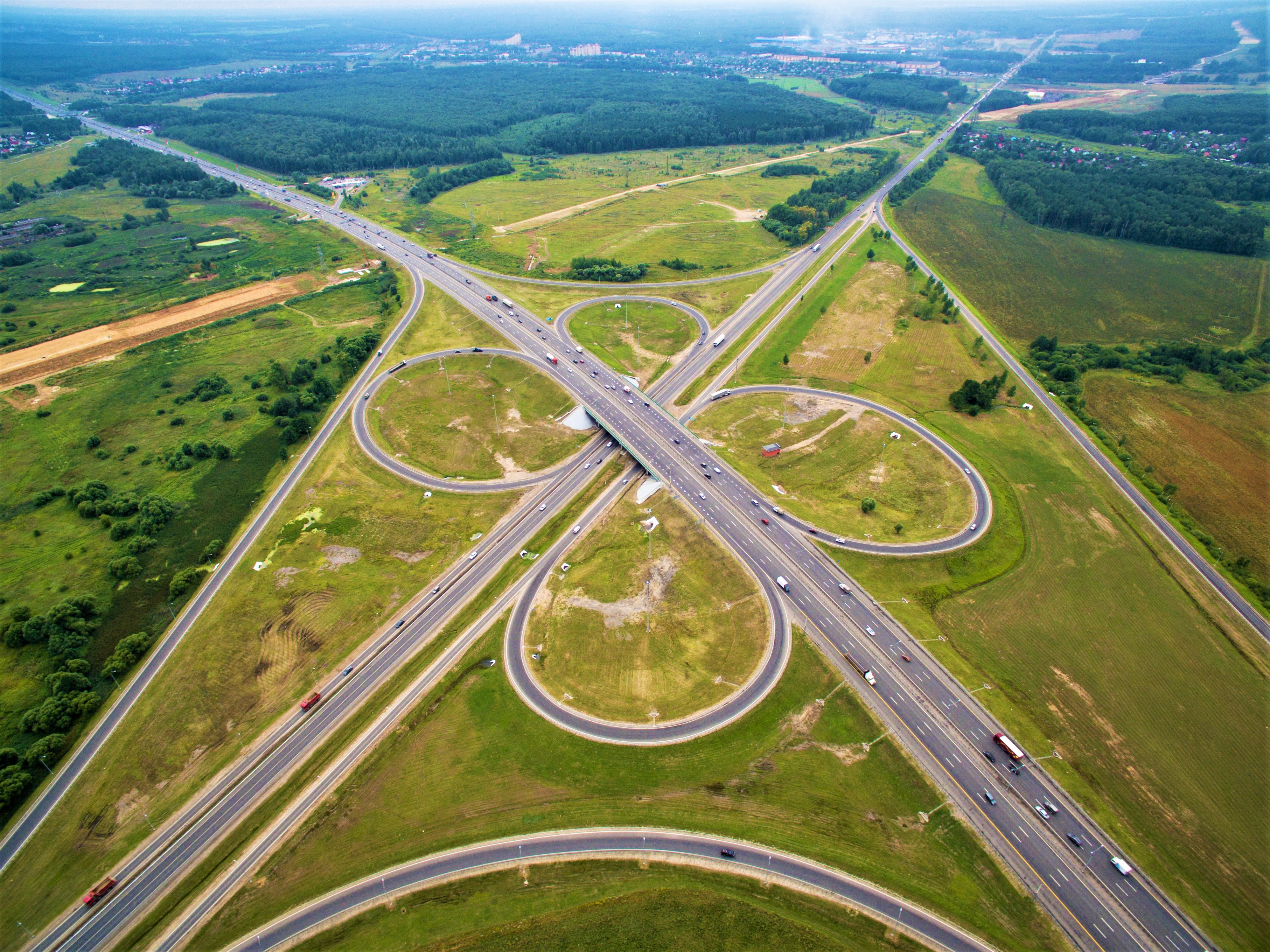
Развязка на пересечении М-2 «Крым» и А-107 «Московское малое кольцо»

Автомагистраль М-2 начинается на пересечении Варшавского шоссе и МКАД, далее проходит по территории Московской области восточнее городов Щербинки, Подольска, Климовска. До пересечения с А107 Московским малым кольцом дорога имеет по четыре полосы в каждую сторону движения и полностью освещена. На обходе Подольска дорога имеет пять полос движения в каждую сторону. Далее трасса сужается до трёх полос в каждую сторону, полностью освещена, обходит подмосковные Чехов и Серпухов с востока. На 83-м км автодорога пересекает А108 Московское большое кольцо. В Московской области на трассе был расположен один пост ДПС на 100-м км, на подъезде к мосту имени Подольских курсантов через реку Оку, в конце 2018 года пост был закрыт. На 108-м км дорога сужается до двух полос в каждую сторону.
На данном отрезке у дороги имеется дублирующая дорога, старое Симферопольское шоссе, проходящая западнее, через упомянутые города. В них на адресных табличках домов и дорожных указателях она значится как Симферопольское шоссе.
Далее автомагистраль идёт по территории Тульской области и имеет освещение до 156-го км. С 131-го по 156-й км трасса имеет по три полосы в каждую сторону. Развязка на 155-м км пересекается со старым ходом M-2. Отсюда основной путь на Тулу продолжается по обычной двух-трёхполосной дороге. Автомагистраль обходит Тулу с запада и заканчивается на пересечении с трассой Р132 Калуга — Тула — Рязань в районе населённых пунктов Помогалово и Жировка.
После развязки с магистралью дорога обходит Тулу с запада по объездной дороге и пересекает трассу Р132. Следом трасса проходит по объездной с западной стороны Щёкина и далее движется в юго-западном направлении. Населённые пункты у границы Тульской области Плавск и Чернь не имеют объездных дорог, трасса M-2 проходит через них.
Затем трасса идёт по территории Орловской области, обходя с востока по объездной дороге город Мценск. Перед въездом в административный центр области находится пост ДПС, оборудованный весовой платформой. Далее дорога обходит Орёл с восточной стороны. Большая часть объездной вокруг Орла имеет ограничение 60 км/ч из-за близлежащих крупных заводов, железнодорожной станции и пересечения части города. Здесь трасса снова пересекает Оку и также с востока обходит пригородный посёлок Знаменка. Далее трасса идёт по объездной с западной стороны посёлка Кромы и движется в южном направлении. У села Тросна начинается ответвление A142E 391 на Железногорск и Калиновку, далее на Киев. Село Тросна не имеет объездной дороги.
Далее трасса идёт по территории Курской области. Обходит с запада города Фатеж, Курск по объездной дороге, проходящей по окраине города, и Обоянь.
Затем дорога идёт по территории Белгородской области. Проходит восточнее города Строитель, обходит Белгород по объездной дороге с запада и далее идёт на юго-запад через Стрелецкое и заканчивается на государственной границе с Украиной в Нехотеевке.
Далее от Гоптовки до Крыма автострада имеет украинские обозначения М-20 (до Харькова) и М-18 (от Харькова до Ялты).

## История дороги
В основе трассы дороги лежит древний Крымский тракт. Решение о строительстве капитальной дороги было принято императором Николаем I в 1828 году для организации надёжной транспортной связи с Крымом и военно-морской базой в Севастополе. Строительные работы продолжались несколько десятков лет, параллельно вдоль шоссе устраивалась телеграфная линия. Трасса была закончена в 1858 году, тогда же было открыто регулярное сквозное движение пассажирских дилижансов.
До Великой Отечественной войны автодорога не на всём протяжении имела асфальтовое покрытие, имелось множество деревянных мостов, а ширина полотна составляла не более 5,5 м. После войны разрушенная дорога подверглась реконструкции, тогда земляное полотно было расширено до 12-15 м, наведены бетонные мосты и путепроводы, асфальтобетонное покрытие было устроено на всём протяжении шоссе. Работы быстрыми темпами были выполнены в 1949—1950 годах. Маршрут Подольск — Харьков — Симферополь в советское время до середины 1980-х годов имел номер 4, а начальный участок Москва — Подольск носил номер 3, закреплённый за историческим Варшавским шоссе.
К Олимпийском играм 1980 года в Москве было принято решение о строительстве скоростного дублёра дороги. Эстафета Олимпийского огня частично прошла по новой дороге, несмотря на то, что к 1980 году был завершён лишь участок трассы в Московской области и развязка со МКАД. Данная развязка была первой на МКАД, движение по которой осуществлялось в трёх уровнях.

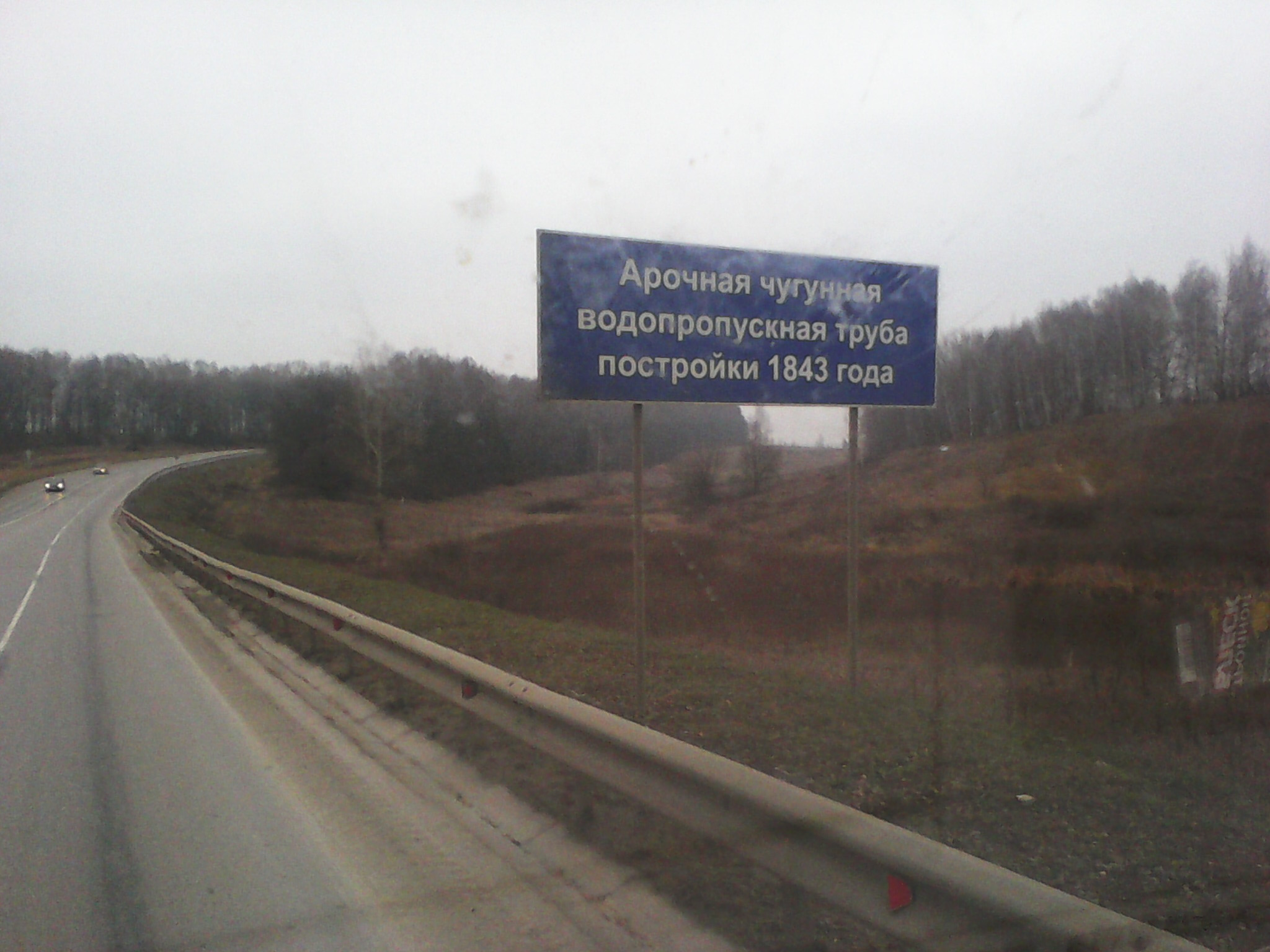
Старый акведук на трассе под городом Щёкино

В 1983 году был завершён участок Москва — Серпухов. В том же году начались проектные работы по участку Тула — Орёл — Тросна.
После завершения строительства на новом скоростном шоссе моста через Оку близ Серпухова в 1988 году был закрыт для автомобильного движения старый мост, через который проходило старое Симферопольское шоссе. Старый мост, построенный в 1867 году, был одновременно железнодорожным и автомобильным, поезда здесь ходили поверху ферм, а внизу был устроен проезд гужевого транспорта. К моменту закрытия он использовался как пешеходный.
Дальнейшая реконструкция дороги в Тульской области велась до конца 1980-х годов, в результате которой участок дороги, соответствующий требованиям автомагистрали, дошёл до развязки на Тулу на 155-м км.
После распада Советского Союза дорога оказалась разделённой на две части, относящиеся к разным государствам. Российский участок автодороги от Москвы до границы с Украиной получил своё текущее наименование и номер. Экономическое и стратегическое значение дороги снизилось, транспортный поток сократился, что в том числе повлияло на темпы её дальнейшей реконструкции. Так, в течение 2000-х годов был достроен небольшой 22-километровый участок от развязки на 155-м км до пересечения с автодорогой Р132, который был открыт в конце 2000-х годов. В марте 2012 года власти Тульской области заявили о своём намерении добиваться дальнейшего строительства автомагистрали. 
В 2014 году автомагистраль от границы с Московской областью до поворота на Тулу была практически полностью отремонтирована с устройством освещения на всём протяжении участка. В 2014 году был реконструирован обход города Орла с фрагментарным устройством дополнительных полос на съездах и развязках и освещения на них, на некоторых развязках было организовано светофорное регулирование.
В 2017 году начаты работы на участке с 83-го км по 95-й км. Дорога будет расширена до шести полос с обустройством освещения. Ремонт закончился к ноябрю 2018 года, после чего аналогичные работы начались с 95-го км по 108-й км.
В 2019 году начался капитальный ремонт участка дороги с 515-го до 543-го км на обходе Курска с устройством дополнительных полос движения.
В конце 2015 года завершён капитальный ремонт участка дороги с 603-го по 620-й км с пуском развязки на Ракитное и поворотом на Верхопенье в Белгородской области. Проезжая часть была расширена до четырёх полос для движения с двойной сплошной. Был произведён комплекс работ по обустройству придорожной инфраструктуры.
В ноябре 2018 года завершён капитальный ремонт участка дороги с 620-го по 637-й км, от Верхопенья до Яковлево в Белгородской области. Проезжая часть была расширена до четырёх полос для движения с двойной сплошной.
В конце 2020 года завершён капитальный ремонт участка дороги с 131-го по 156-й км. Проезжая часть была расширена до трёх полос в каждую сторону.
В конце 2021 года завершён капитальный ремонт участка дороги с 95-го по 108-й км. Дорога расширена до трёх полос в каждую сторону.
В 2023—2025 годах проводится капитальный ремонт правой части моста имени Подольских курсантов на 102-м км трассы, старый двухполосный мост постройки 1965 года будет демонтирован, на его месте возведут новый, с тремя полосами движения.
С 678-го по 720-й км, на границе с Украиной — дорога 4-полосная с разделительным ограждением.

## Схема маршрута
- Московская область
  - М2 Москва;
  - ; Симферопольское шоссе;
  -  (0,1 км) Щербинка (Москва);
  -  улица Обводная Дорога;
  -  Мост через реку Пахру;
  -  Подольск Домодедовское шоссе;
  -  Объездная дорога (Подольск, Климовск);
  -  (1,1 км) Поливаново;
  -  А107 (Малая бетонка, Московское малое кольцо);
  -  А112 (1,8 км) Чепелёво;
  -  (0,8 км) Курниково;
  -  Мост через реку Люторку;
  -  (0,5 км) Новоселки;
  -  Мост через реку Лопасню;
  -  А108 (Большая бетонка, Московское большое кольцо) ;
  -  (0,5 км) Всходы;
  -  Мост через реку Речму;
  -  Объездная дорога (Серпухов);
  -  (4,0 км) Серпухов;
  -  Мост через реку Oку;
  -  (0,2 км) Липицы;
- Тульская область:
  -  (1,1 км) Панькино;
  -  (0,3 км) Крюково;
  -  Мост через реку Скнигу;
  -  (0,3 км) на запад: Заокский;
  -  P115;
  -  (0,9 км) Тайдаково;
  -  Мост через реку Вашану;
  -  M2 Малахово;
  -  M2 155 км ||   М2
  -  (3,0 км) Варфоломеево ||  (3,0 км) Ревякино;
  -  P132  ||  Тула Московское шоссе;
  -  Мост через реку Волоть;
  -  Объездная дорога (Тула);
  -  Мост через реку Упу;
  -  Алешня;
  -  Одоевское шоссе;
  -  P132 Калужское шоссе;
  -  Мост через реку Сухую Воронку;
  -  Мост через реку Воронку;
  -  Объездная дорога (Щёкино);
  -  Щёкино;
  -  P141;
  -  улица Свободы Плавск;
  -  Горбачёво;
  -  P147 Чернь;
  -  Мост через реку Чернь;
- Орловская область:
  -  Мценск;
  -  Мост через реку Зушу;
  -  54К-1;
  -  Орловское шоссе Мценск;
  -  Мост через реку Оптуху;
  -  Московское шоссе Орёл;
  -  Моховое;
  -  54А-1 Залегощенское шоссе;
  -  P119;
  -  Поселковая улица Орёл;
  -  Мост через реку Оку;
  -  54К-270 Гать
  -  Мост через реку Цон;
  -  Знаменка;
  -  Мост через реку Ицку;
  -  Кромы;
  -  Мост через реку Крому;
  -  Кромский Мост;
  -  А142;
  -  Глазуновка;
- Курская область:
  -  38К-038 Фатеж;
  -  38К-039;
  -  Мост через реку Большую Курицу;
  -  Курск;
  -  Мост через реку Сейм;
  -  Широкая улица Курск;
  -  Курчатов;
  -  Обоянь;
  -  Мост через реку Трубеж;
- Белгородская область:
  -  Строитель;
  -  Белгород;
  -  Р186;
  -  Дорожная улица, Белгород;
  -  МАПП «Нехотеевка»;

## AЗС
| Оператор АЗС         | Расположение, км шоссе |
| Московская область   |                        |
| -------------------- | ---------------------- |
| Роснефть             | 25                     |
| BP                   | 27                     |
| ГринЛин              | 29                     |
| Роснефть             | 34                     |
| ТНК                  | 36                     |
| Газпром нефть        | 38                     |
| Shell                | 41                     |
| Роснефть             | 45                     |
| Роснефть             | 50                     |
| Газпромнефть         | 53                     |
| ТНК                  | 66                     |
| Shell                | 70                     |
| Лукойл               | 82                     |
| Газпромнефть         | 94                     |
| Роснефть             | 105                    |
| Тульская область     |                        |
| Лукойл               | 142                    |
| Shell                | 170                    |
| Лукойл               | 182                    |
| Лукойл               | 195                    |
| Лукойл               | 231                    |
| Орловская область    |                        |
| Роснефть             | 315                    |
| Роснефть             | 329                    |
| Роснефть             | 381                    |
| ООО «ГЭС Брянск»     | 382                    |
| Роснефть             | 433                    |
| Курская область      |                        |
| Жигунов              | 457                    |
| АНТ-Оил              | 576                    |
| Белгородская область |                        |
| Роснефть             | 622                    |
| Роснефть             | 638                    |
| Роснефть             | 669                    |
| Роснефть             | 680                    |
| Роснефть             | 691                    |
| Роснефть             | 700                    |